# Ceratozetes nigrisetosus
Ceratozetes nigrisetosus är en kvalsterart som beskrevs av Hammer 1958. Ceratozetes nigrisetosus ingår i släktet Ceratozetes och familjen Ceratozetidae. Inga underarter finns listade i Catalogue of Life.